# Ludwig Arzt
Ludwig Arzt (Michelstadt, 28 de junio de 1873-Michelstadt, 21 de octubre de 1956), fue un empresario alemán.

## Carrera
Ludwig Arzt procedía de una familia de industriales de la ciudad de  Michelstädt. Su abuelo, Philipp Ludwig Arzt (1799-1875) fundó en 1828 una fábrica textil en  Stockheim que fue ampliada por su padre Michael Arzt (1841-1911). En 1901, Ludwig, junto a su hermano menor Heinrich, tomaron la dirección de la empresa familiar, consiguiendo un gran éxito económico, con el aumento de la producción de telas para uniformes militares, para la Primera y Segunda Guerra Mundial.
Ludwig Arzt también fue CEO de la empresa Fundición de Hierro de Michelstadt AG  y de la Veithwerke AG en Sandbach en Odenwald. Además, fue miembro del consejo de administración de Hermann Moos AG en Bad Buchau y de la Cámara de Comercio e Industria de Darmstadt.
Ludwig Arzt  apoyó a las asociaciones y a la iglesia de su ciudad natal. En 1928, al celebrarse el centenario de la empresa, fue nombrado hijo predilecto de Michelstadt. 
Ludwig Arzt recibió la importante condecoración Wehrwirtschaftsführer en la Alemania del Tercer Reicht, reservada a los empresarios nazis. En la fábrica hubo un campo de prisioneros de guerra que fueron sometidos a trabajos forzados.
Por el desarrollo de la industria textil, fue designado en 1953 por la Universidad de Darmstadt,  doctor honoris causa.
Ludwig Arzt estuvo casado con Elise Weber (1874-1949) del que nacieron dos hijos:  Marie Mathilde y Ludwig que falleció en 1942 en la Segunda Guerra Mundial.

## Honores
- 1928: hijo predilecto de la ciudad de Michelstadt.
- 1942: Wehrwirtschaftsführer condecoración de Hitler a los grandes empresarios.
- 1952: Orden del Mérito de la República Federal de Alemania
- 1953: Cruz de Primera Clase de la República Federal de Alemania
- 1953: doctor honoris causa de la Universidad de Darmstadt.
- La ciudad de Michelstadt tiene una calle con su nombre.

## Literatura
- Heinz Otto Haag: De Blaumachern y Schönfärbern. La fábrica de telas de Arzt en Michelstadt y su familia, en: gelurt, 2014, P. 161-167
- Georg Wenzel (Ed.): Deutscher Wirtschaftsführer: Lebensgänge deutscher Wirtschaftspersönlichkeiten (Los empresarios líderes alemanes) Hamburgo: Hanseatische Verlagsanstalt, 1929
- Erich Stockhorst: 5000 Köpfe: ¿Quienes estaban con el 3º Reich. – Wiesbaden: VMA-Verlag, 1967.
- Fábrica de Telas Arzt 1828-1928. Conmemorativa con motivo del centenario de la compañía, Michelstadt i. Odw., 1928.